# Angels Peak
Der Angels Peak ist ein 982 m hoher Berg im westantarktischen Queen Elizabeth Land. Im Dufek-Massiv der Pensacola Mountains ragt er als höchste Erhebung des Forlidas Ridge dort auf, wo letzterer auf zwei andere unbenannte Gebirgskämme des Massivs stößt.
Das UK Antarctic Place-Names Committee nahm 2004 die Benennung vor. Namensgebend war der Umstand, dass einer Feldforschungsmannschaft auf dem Weg zu diesem Berg ein dort im Sonnenlicht kreisender Antarktiksturmvogel wie ein Engel (spanisch angel) erschien.